# Franz Lachinger
Pater Franz Lachinger OSCam (* 29. Januar 1937 in Gampern; † 2001 in Međugorje) war ein Priester des Kamillianerordens. Er wurde unter anderem dadurch bekannt, dass er als erster Priester in Wien „musisch-soziale Projekte“ regelmäßig im Gottesdienst bejahte und behinderte Musiker herzlich aufnahm. Damit verfolgte er ähnliche Ziele wie die Begründerin der Musisch-sozialen Methode, Renate Spitzner.
Als Pfarrer und Kirchenrektor der großen behindertengerechten, beheizten und restaurierten Heimkirche im Geriatriezentrum am Wienerwald, der „Karl-Borromäus-Kirche“, bemühte er sich um Menschen, die an Religion oder ihrer Glaubensausübung keine Freude mehr hatten. Sie fühlten sich durch ihn angesprochen und angenommen. Unter seiner Amtszeit entstand eine besondere Gemeinde, bei der auch Menschen mit schweren Behinderungen einen weiten Weg quer durch Wien auf sich nahmen, um zu seinen Gottesdiensten zu kommen.
Zusammen mit der Projektinitiative „musisch-soziales Projekt“ wurden zahlreiche Projekte umgesetzt.
2001 fuhr Pater Franz Lachinger auf Wunsch einer Seniorengruppe in den Wallfahrtsort Međugorje, wo er seit dem 21. Mai als vermisst galt. Seine Leiche wurde erst nach eineinhalb Jahren aufgefunden. Die von ihm unterstützten Projekte im Heim fanden keine Fortsetzung.
Für die Umsetzung der „musisch-sozialen Projekte“ bekam Pater Franz Lachinger eine kirchliche Auszeichnung mit Titulation. Am 28. Jänner 1998 erhielt er im Wiener Rathaus das Goldene Ehrenzeichen für Verdienste um die Republik Österreich, überreicht von Vizebürgermeisterin Grete Laska.
Zu Lebzeiten bekam er zum Namenstag eine Messe (Franz-von-Sales-Messe) vom Komponisten Gerald Spitzner gewidmet.